# Distretto di Herat
Il distretto di Herat è un distretto dell'Afghanistan, appartenente alla provincia di Herat.